# Nicholas Callan
Pour les articles homonymes, voir Callan (homonymie).
Le père Nicholas Joseph Callan (né le 22 décembre 1799 à Darver et mort le 10 janvier 1864 à Maynooth) est un prêtre et scientifique irlandais. Il est professeur de philosophie naturelle au St Patrick's College de Maynooth proche de Dublin à partir de 1834. Il est connu pour sa bobine d'induction.

## Jeunesse
Il fréquente l'école à Dundalk. Le prêtre de sa paroisse, le père Andrew Levins, décide de le prendre en main et en fait un enfant de chœur et encadre son entrée au séminaire de Navan. Il entre par la suite au Maynooth College en 1816. Lors de sa troisième année là-bas, il suit les cours de philosophie expérimentale et naturelle du professeur Cornelius Denvir, qui y présente les méthodes expérimentales notamment en électricité et magnétisme.
Callan est ordonné en 1823 et se rend à Rome pour suivre les cours de l'université La Sapienza et y obtenir son Doctor of Divinity trois ans plus tard. À Rome, il prend connaissance des travaux de pionniers de l'électricité comme Luigi Galvani, qui ouvre la voie de l'obstétrique, et Alessandro Volta, qui est connu pour sa pile électrique. En 1826, il retourne à Maynooth et devient professeur de philosophie naturelle, qui correspond en langage actuel à la physique. Il mène des expériences dans les sous-sols du collège.

## Bobine d'induction
Influencé par les travaux de William Sturgeon et Michael Faraday, Callan commence à travailler sur la bobine d'induction en 1834. Il fabrique la première en 1836,,. Elle permet de produire une électricité en courant alternatif et à haute tension à partir d'une alimentation basse tension. Elle est constituée d'une bobine primaire de quelques tours faits avec du fil électrique placée par-dessus un noyau de fer et alimentée par une faible tension produite en général par une pile. Une seconde bobine avec plus de tours faite en fil plus fin est placée par-dessus. Un interrupteur mécanique fait en fer permet d'interrompre le courant à intervalles réguliers, produisant ainsi une haute tension dans le circuit secondaire.
Callan invente cette bobine parce qu'il a besoin de générer une tension électrique plus haute que celle disponible alors. La barre de fer doux fait environ 61 cm de long, chaque bobine a environ 6 m de fil. Callan connecte le début de la bobine primaire avec celui de la bobine secondaire. Il connecte ensuite une pile, bien plus petite que la bobine, aux extrémités de la bobine primaire. Il découvre que quand le contact avec la pile est rompu une décharge électrique peut être transmise au secondaire.
D'autres expérimentations lui permettent de produire la même décharge électrique avec une petite pile et la bobine qu'avec une grosse pile seule. Par la suite il tente de réaliser une bobine plus grande. Avec une pile avec des plaques de 178 mm, il peut réaliser une décharge « si puissante qu'une personne la subissant s'en ressent pendant quelques jours ».
Callan pense avoir conçu une sorte d'électro-aimant, pourtant sa bobine est en fait un transformateur électrique primitif.
Callan conçoit un interrupteur régulier consistant en un fil se balançant au-dessus d'une tasse remplie de mercure (rupteur ayant la même fonction que celui réalisé par Charles Page). Il l'appelle un « repeater », un répéteur. Ce faisant il crée le premier transformateur électrique. Il induit une haute tension dans le secondaire à partir d'une faible tension dans le primaire. Au plus l'interrupteur est rapide, au plus la décharge est forte. En 1837, il construit une machine géante, utilisant le mécanisme d'une horloge pour interrompre le courant 20 fois par seconde, il réussit à produire des arcs d'une longueur de 40 cm environ, ce qui est équivalent à une tension de 60 kV ce qui est alors un record.

## La pile Maynooth et autres inventions
Callan se penche par la suite sur la conception des piles, celles disponibles ne lui suffisant pas pour faire de la recherche en électromagnétisme. Le The Year-book of Facts in Science and Art,, publié en 1849, contient l'article The Maynooth Battery où les auteurs comparent la nouvelle pile de Callan à celle de Grove . Les piles antérieures utilisaient des métaux rares comme le platine ou des matériaux inertes comme le carbone ou le zinc. Callan a l'idée d'utiliser de la fonte, économique donc, à la place. Le caisson est en fonte, une plaque de zinc est immergée dans un pot poreux séparant les deux chambres qui contiennent les différents types d'acides. 
En l'expérimentant, Callan bat le record mondial de l'époque de la plus grosse pile. Il joint 577 piles individuelles (cellule électrochimique) contenant plus de 110 L d'acide. Les instruments pour mesurer le courant et la tension n'existant pas à l'époque, Callan évalue la puissance de sa pile en pesant le poids de l'objet que son électro-aimant peut soulever quand il est relié à la pile. Elle soulève deux tonnes. Sa production commerciale débute alors à Londres.
Callan découvre également une des premières méthodes de galvanisation pour protéger le fer de la rouille quand il expérimente sa pile. Il brevète l'idée.
Il meurt en 1864, il est enterré au cimetière du College Saint Patrick.

## Postérité
Un bâtiment sur le campus nord de l'université nationale d'Irlande à Maynooth, une université appartenant jusqu'en 1997 au College Maynooth, porte son nom. L'amphithéâtre Callan, consacré aux sciences, existait sur le campus sud pendant les années 1990. Enfin, le prix Callan est remis chaque année au meilleur élève en physique expérimentale.

## Publication
- (en) Electricity and Galvanism (introductory textbook), 1832